# Skipperhuset (Tønning)
Skipperhuset er en markant bygning ved den indre havn i Tønning.
Skipperhuset blev opført i 1624/25 af byens skipperlav som gæstehus for søfarende. Under den Store Nordiske Krig og den svenske besatning af byen havde den svenske general Magnus Stenbock sit hovedkvarter i huset. I 1799 blev navigationsskolen fra friserøen Før overført til Skipperhuset i Tønning. Selve skolen blev stiftet 1796 af Hinrich Braren. På samme tid oplevede Tønning en økonomisk blomst grundet den nye Ejderkanal og navigationsskolen vandt overregional betydning. I 1808 blev Skipperhuset udvidet og ombygget. Ved denne lejlighed fik huset også den nuværende tagrytter med ur og klokke. Klokken ringer ved truende stormfloder og kaldtes tidligere støpernes (≈en vejåbning i et dige, som kan lukkes ved stormflod, sml. sil) mandskab til deres poster. I 1852 blev navigationsskolen flyttet til Flensborg og huset kom i private hænder. Fra 1926 og 1933 holdt byens frimurerloge Eidora zum Schwane (Eidora til Svanen) til på Skipperhuset. Derefter kom huset i nazisternes hænder. Efter krigen blev Skipperhust sæde for afnazificeringens hovedudvalg. I 1965 endelig købte Sydslesvigsk Forening huset, som siden 1972 fungerer som dansk kulturhus og lejrskole. Overfor Skipperhuset ligger byens pakhus.